# Liam
Liam è un film del 2000 diretto da Stephen Frears, basato sul romanzo Back Crack Boy di Joseph McKeown.
È stato presentato in concorso alla 57ª Mostra internazionale d'arte cinematografica di Venezia.

## Trama
Liam ha 7 anni, ha un fratello e una sorella maggiori che vanno a scuola, una madre amorevole e un padre operaio. Con la sua famiglia vive a Birkenhead, sulla sponda del fiume Mersey opposta a Liverpool, in un quartiere irlandese cattolico. I tempi sono duri ma la famiglia Sullivan è felice. Tutto cambia quando, a causa della Depressione, il padre perde il lavoro e la famiglia si riduce in povertà.
Liam inizia a frequentare la scuola elementare e si prepara per la Prima Comunione, soffre di balbuzie ma la severa educazione religiosa di padre Ryan non lo aiuta. La sorella Teresa prende servizio nella casa degli Abernathy, ricca famiglia borghese ebrea proprietaria dei cantieri navali, la signora per la quale lavora ha una relazione e la ragazza vorrebbe licenziarsi. Il fratello partecipa in segreto a degli incontri di socialisti. Intanto il padre, in cui cresce l'odio nei confronti degli stranieri, si avvicina al movimento fascista.
La tensione culmina nel folle gesto del padre che, insieme ad altri esagitati, getta una bottiglia molotov dentro la casa degli Abernathy senza sapere che all'interno si trova ancora sua figlia, la quale rimane gravemente ustionata.

## Critica
Gian Luigi Rondi su Il Tempo scrive:
Roberto Nepoti  su la Repubblica scrive:

## Riconoscimenti
- Festival di Venezia 2000
  - Premio Marcello Mastroianni a Megan Burns